# فريدريك آدامز (لاعب كرة سلة)
فريدريك آدامز (11 أغسطس 1963 بالفلبين - ) هو لاعب كرة سلة فلبيني في مركز هجوم صغير الجسم.